# 마브
마브(2000년 12월 06일 ~ )는 대한민국의 래퍼다. 2022년 EP 앨범 [RIDAH]로 데뷔했다.

## 방송
- 랩:퍼블릭 (2024)

## 음반
- RIDAH (2022)
- Loyal (2022)
- HOLLOW / MAMA (2022)
- Souly (2023)
- Ok (with 박재범) (2024)
- Souly. (deluxe) (2024)